# Paul Elgers (Schriftsteller)
Paul Elgers (eigentlich Paul Schmidt-Elgers; geboren am 23. März 1915 in Berlin; gestorben am 7. Juni 1995 in Rudolstadt) war ein deutscher Schriftsteller.

## Leben
Elgers war der Sohn eines Musikpädagogen Paul Elgers. Von 1933 bis 1936 absolvierte er eine Lehre als Drogist und arbeitete bis 1940 im pharmazeutischen Großhandel. Ab 1940 war er Soldat und geriet 1944 in sowjetische Kriegsgefangenschaft, aus der er 1948 zurückkehrte. Danach war er Korrespondent der Täglichen Rundschau in Berlin. Von 1957 bis 1959 war er Direktionsassistent der Deutschen Konzert- und Gastspieldirektion in Erfurt und von 1961 bis 1965 war er zuerst Lektor und dann Cheflektor des Greifenverlags in Rudolstadt, wo später viele seiner Werke erschienen. Ab 1966 arbeitete er als freier Schriftsteller.
Erste Prosaarbeiten erschienen ab 1954. In der Erzählung Gold im Urwald behandelt Elgers die Suche nach Paititi, der sagenhaften „verlorenen Stadt“ der Inka. 1959 war er als Schriftsteller bei dem thüringischen VEB Maxhütte, wo sein Roman Es begann im Sommer entstand, der anhand einer konfliktreichen Liebesgeschichte Leben und Arbeit dreier junger Menschen und den Aufbau einer sozialistischen Brigade beschreibt.
In den folgenden Jahren bildeten historische Romane und Erzählungen sowie Kriminalromane – in denen mangels real existierender Detektive in der DDR auch ein westdeutscher Detektiv Protagonist sein durfte – den Schwerpunkt von Elgers schriftstellerischer Arbeit, wobei als Mischung der beiden Genres auch historische Kriminalromane und -erzählungen entstanden. Als Beispiele sind hier zu nennen der Roman Die Marquise von Brinvilliers, in dem er Verschwendungssucht und Sittenlosigkeit des französischen Hofes Ludwigs XV. darstellt, der zweibändige Roman Jungfrau Johanna, in dem er die Legende der Jeanne d’Arc in Frage stellt, Der Fall Kaspar Trümpy, wo ein Stück Medizingeschichte des 19. Jahrhunderts das Thema ist, und schließlich der Kriminalroman Tödliches Geschäft, der den Contergan-Skandal zum Hintergrund hat. Postum erschien 2010 Im Schatten Napoleons über Joseph Fouché, den Polizeiminister Napoleons.

## Würdigungen
- 1961 Literaturpreis des Freien Deutschen Gewerkschaftsbunds für Es begann im Sommer

## Werke
- Gold im Urwald. Erzählung von der abenteuerlichen Suche nach dem Goldland Paytiti. Verlag Neues Leben, Berlin 1954.
- Eldorado. Erzählung. Verlag Neues Leben, Berlin 1955.
- Alarm im Hafen. Erzählung. Berlin 1958.
- Es begann im Sommer. Roman. Greifenverlag, Rudolstadt 1960.
- Einer zuviel im Geschäft. Roman. Greifenverlag, Rudolstadt 1962.
- Die Marquise von Brinvilliers. Roman nach Akten der Bastille. Historischer Roman. Greifenverlag, Rudolstadt 1964.
- Jungfrau Johanna. Historischer Roman. 2 Bde. Greifenverlag, Rudolstadt 1972.
- Die Katze mit den blauen Augen. Kriminalroman. Greifenverlag, Rudolstadt 1974.
- Der Fall Kaspar Trümpy. Roman um einen Criminalprozess. Historischer Kriminalroman. Greifenverlag, Rudolstadt 1976.
- Jungfrau Johanna. Roman. Greifenverlag, Rudolstadt 1977.
- Der Unbekannte von Collegno. Historische Kriminalerzählung. Greifenverlag, Rudolstadt 1980.
- Ein Giftpilz für die Kaiserin. Attentäter-Report. Greifenverlag, Rudolstadt 1983.
- Tödliches Geschäft. Kriminalroman, Mitteldeutscher Verlag, Halle 1985.
- Masaniello oder der große Fischeraufstand von Neapel. Historischer Roman. Greifenverlag, Rudolstadt 1987.
- Der vorgetäuschte Mord. 4 historische Kriminalfälle. Greifenverlag, Rudolstadt 1989, ISBN 3-7352-0156-3.
- Im Schatten Napoleons: Joseph Fouchè – Meister der Intrige Roman. Greifenverlag, Rudolstadt 2010.

Herausgeber
- Der tote Chaussee-Einnehmer. Anthologie. Greifenverlag, Rudolstadt 1965.